# Jan Gałązka (bokser)
Jan Gałązka (ur. 4 stycznia 1945 w Białymstoku, zm. 7 stycznia 1982 tamże), polski bokser, wicemistrz Europy, olimpijczyk z Meksyku  (1968).

## Życiorys
Dwukrotnie wystąpił na Mistrzostwach Europy. W Berlinie 1965 w wieku dwudziestu lat został wicemistrzem Europy w wadze koguciej (przegrał w finale z Grigorjewem z ZSRR). Dwa lata później na ME 1967 w Rzymie los zetknął ich obu w pierwszej walce (w tej samej wadze). Gałązka wygrał, ale w ćwierćfinale przegrał minimalnie z późniejszym mistrzem Nicolae Gîju (Rumunia).
Uczestniczył w olimpiadzie w Meksyku 1968 (także w wadze koguciej), ale przegrał pierwszą walkę.
Był dwukrotnym mistrzem Polski juniorów (1962 w wadze papierowej i 1963) w muszej) i wicemistrzem (1961 w papierowej). Jako senior dwukrotnie zdobył tytuł mistrza Polski w wadze koguciej: w 1965 i 1967, a w 1972 był wicemistrzem w wadze lekkiej.
Najlepsze lata spędził w Legii Warszawa. Ponadto reprezentował barwy Jagiellonii Białystok i Gwardii Białystok. Po zakończeniu kariery był trenerem.
Uważany był za jeden z największych talentów bokserskich okresu powojennego.